# Lirapex costellatus
Lirapex costellatus is een slakkensoort uit de familie van de Peltospiridae. De wetenschappelijke naam van de soort werd voor het eerst geldig gepubliceerd in 2001 door Warén & Bouchet.